# Neszmély
Neszmély (németül: Nessmühl, szlovákul: Nesmily) község Komárom-Esztergom vármegyében, a Tatai járásban.

## Fekvése
Neszmély Komárom-Esztergom vármegyei település, a Neszmélyi borvidék központja a Gerecse északi, Dunára néző nyúlványai alatt, a 10-es főút mellett fekszik. Területét egy rövid szakaszon érinti a Süttő–Vértestolna közti 1127-es út, Szomódra pedig egy önkormányzati út vezet innen, amely Dunaszentmiklóstól a 11 136-os számozást viseli. Áthalad a településen a Esztergom–Almásfüzitő-vasútvonal is, amelynek itt két megállási pontja van: Neszmély vasútállomás és Várhegyalja megállóhely. Utóbbi a 10-es főút közelében van, előbbi közúti megközelítését a 11 341-es út biztosítja.
Távolsága Budapesttől 70, Tatától 12 kilométer.

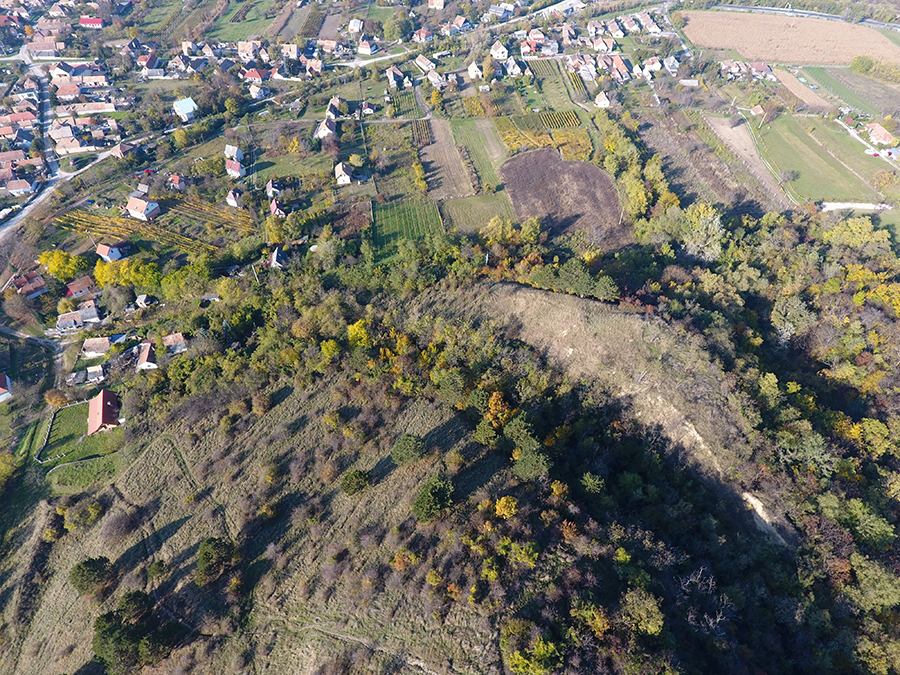
Neszmély, kisvár légi fotón

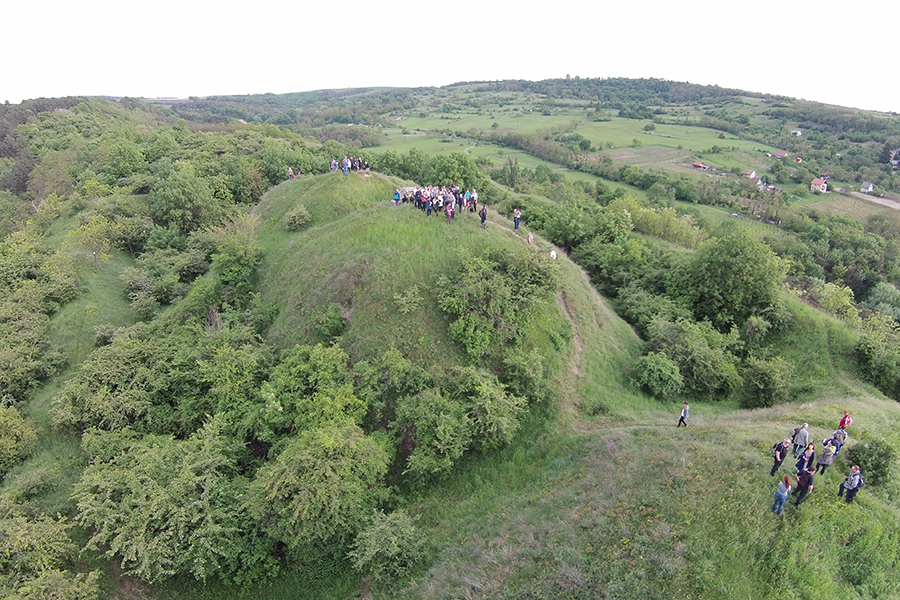
Neszmély, kisvár légi felvételen

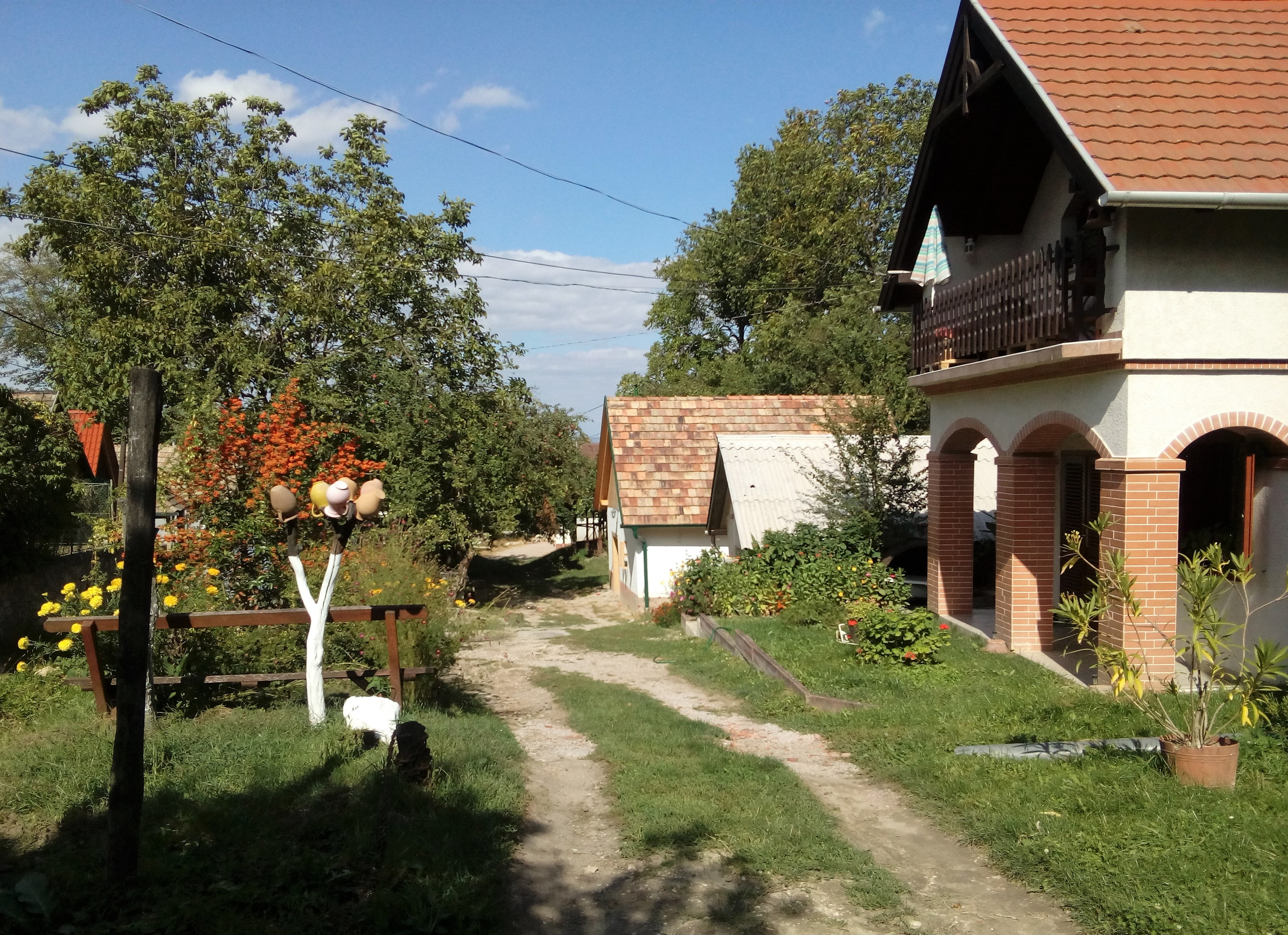
Neszmélyi borpincék

## Története
Neszmély és környéke ősidők óta lakott hely, ahol minden kor képviselve van, de leggazdagabb a római kori leletanyag.
Első írott nyomát az 1237–40 között készült Albeus jegyzékben találjuk, akkor nevét Nezmel, 1341-ben Neezmel alakban írták.
1339-ben Károly Róbert, az örökös nélkül elhalt ember birtokaként rá szállott Neszmélyt két szigettel, cserjésekkel, szántókkal, száraz és vízi vámmal, valamint révvel egyetemben fia nevelőjének, Polonia-beli Miklós mesternek és unokaöccseinek, Henckónak és Máténak adományozta. Miklós később Neszmélyi Miklós néven jelent meg a forrásokban. Pécsi püspökké választása után Henckó, majd leszármazottai birtokolták a községet.
1341-ben Weech dédunokája, Miklós (Zovárd nembeli) neszmélyi birtokait is megemlítette végrendeletében.
Egy 1342-ben kelt oklevél leírja, hogy Vitus nyitrai püspök és Lajos herceg nevelője, Miklós a füzitői vámot elfoglalták és Neszmélyre helyezték át, ami ellen Vilmos pannonhalmi apát tiltakozott.
1364-ben a neszmélyi vámjövedelem harmada Jakus pozsonyi bírót illette.
1422-ben már oppidum (mezőváros), és vámja a komáromi váré.
1471-ben Longa-villa. Mezőváros jellegű volt. Erről 1710-ből való pecsétje is tanúskodik.
1500 körül a Porkoláb család zálogos birtoka.
A törökök nem kímélték Neszmélyt, 1552-ben már az elpusztult települések között szerepelt. Ekkor az összeírók hat lakható házat találtak, 24 évvel később még mindig csak tizenkettőt vehettek számba. A falu később újratelepült, egy 1749-es birtokper adatai szerint már 18 nemes udvartelkes birtoka volt.
A Zichy család is a település birtokosa volt később.
Az 1848–49-es forradalom és szabadságharc alatt Neszmély határában egy ütközet zajlott le. 1850-ben dézsmáltatni akarták a falu szőlőhegyét, aminek a lakosok ellenálltak és a karhatalom lépett közbe.
A településen  található a Neszmélyi-borvidék központja. Kitűnő, zöldesbejátszó aranysárga bora külföldön is jól ismert volt.
A 19. század végén kitört filoxéravész azonban a szőlőtermelést hosszú időre visszavetette Neszmélyen és a borvidéken is.
Az 1990-es évektől a szőlő- és bortermelés új lendületet vett, sikerült visszanyernie régi hírét, s az ászári borvidékkel egyesülve, Ászár-Neszmélyi Borvidék néven ért el sikereket. 2010-től a borvidék hivatalos megnevezése Neszmélyi borvidék lett.
1977. április 1-jén Almásneszmély néven egyesítették a szomszédos Dunaalmással. A két település 1991-ben szétvált.

## Közélete

### Polgármesterei
- 1991–1994: Jobbágy István (nem ismert)[6]
- 1994–1998: Jobbágy István (független)[7]
- 1998–2002: Jobbágy István (független)[8]
- 2002–2006: Benkő Ferenc (független)[9]
- 2006–2008: Benkő Ferenc (független)[10]
- 2008–2010: Horváth Béla (független)[11]
- 2010–2014: Janovics István (független)[12]
- 2014–2019: Janovics István (független)[13]
- 2019–2024: Janovics István (független)[14]
- 2024– : Fürst Eszter (független)[1]

A rendszerváltás utáni első önkormányzati választáson Balázs László független jelöltet választották Almásneszmély polgármesterének, Balázs azonban belső viszályokra hivatkozva 1991 elején lemondott a tisztségéről. A következő választást már a kettéválást követően tartották meg, amin Jobbágy Istvánt bízták meg a település vezetésével.
2008. július 13-án időközi polgármester-választást kellett tartani Neszmélyen, az előző polgármester lemondása miatt.

## Népesség
A település népességének változása:
| Lakosok száma | 1325 | 1299 | 1269 | 1380 | 1324 | 1349 | 1380 |
|               | 2013 | 2014 | 2015 | 2021 | 2022 | 2023 | 2024 |

A 2011-es népszámlálás során a lakosok 86,7%-a magyarnak, 1% németnek, 0,3% románnak, 0,3% szlováknak mondta magát (13% nem nyilatkozott; a kettős identitások miatt a végösszeg nagyobb lehet 100%-nál). A vallási megoszlás a következő volt: római katolikus 32,1%, református 31,2%, evangélikus 0,8%, görögkatolikus 0,3%, felekezeten kívüli 11,7% (21,7% nem nyilatkozott).
2022-ben a lakosság 89%-a vallotta magát magyarnak, 0,6% németnek, 0,5% ukránnak, 0,5% románnak, 0,4% örménynek, 0,2% szlováknak, 0,2% cigánynak, 0,1% szerbnek, 3,1% egyéb, nem hazai nemzetiségűnek (10,8% nem nyilatkozott; a kettős identitások miatt a végösszeg nagyobb lehet 100%-nál). Vallásuk szerint 20,9% volt római katolikus, 20,3% református, 0,3% evangélikus, 0,2% görög katolikus, 0,1% izraelita, 0,1% ortodox, 0,8% egyéb keresztény, 0,3% egyéb katolikus, 13,2% felekezeten kívüli (43,6% nem válaszolt).

## Nevezetességei

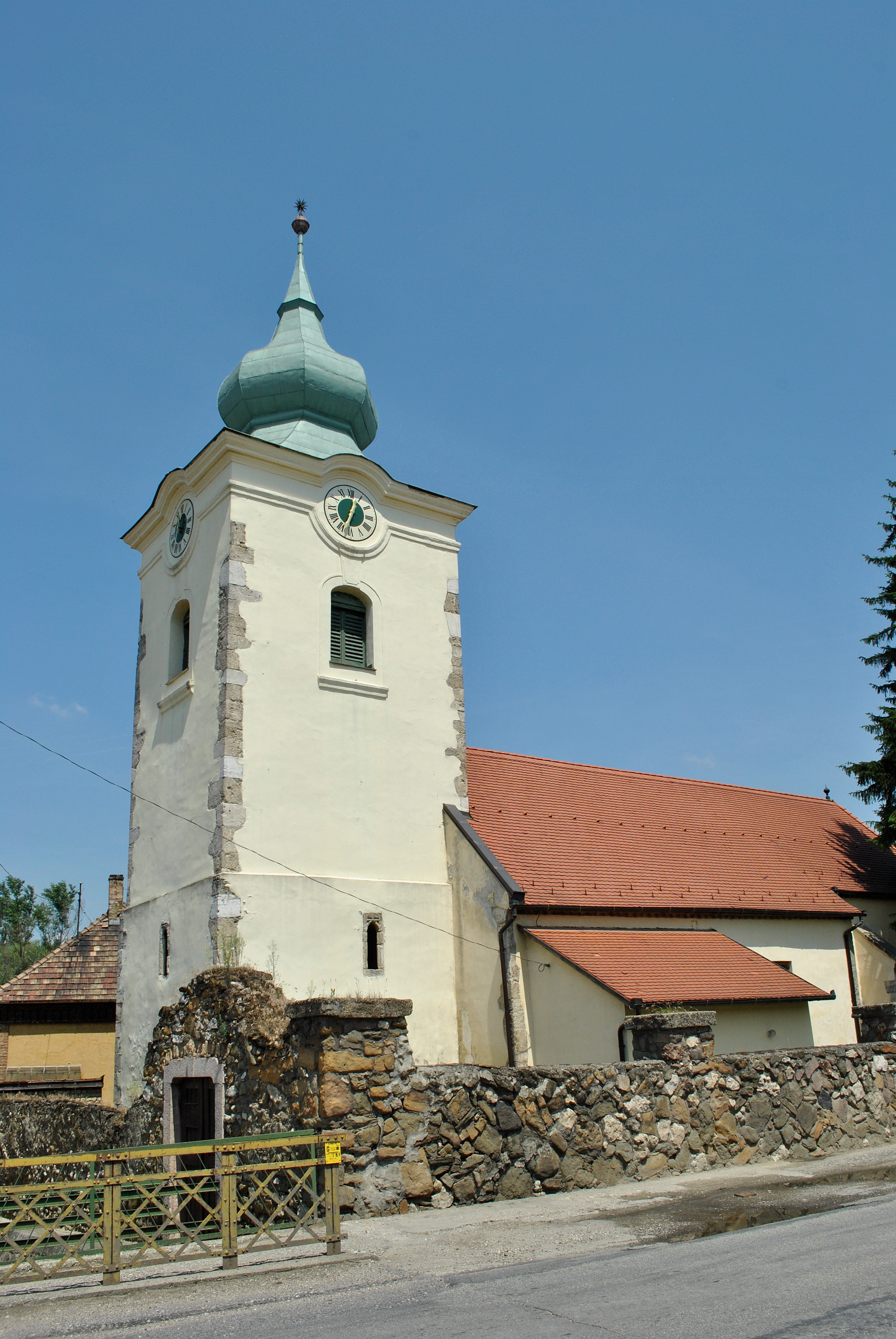
A református templom

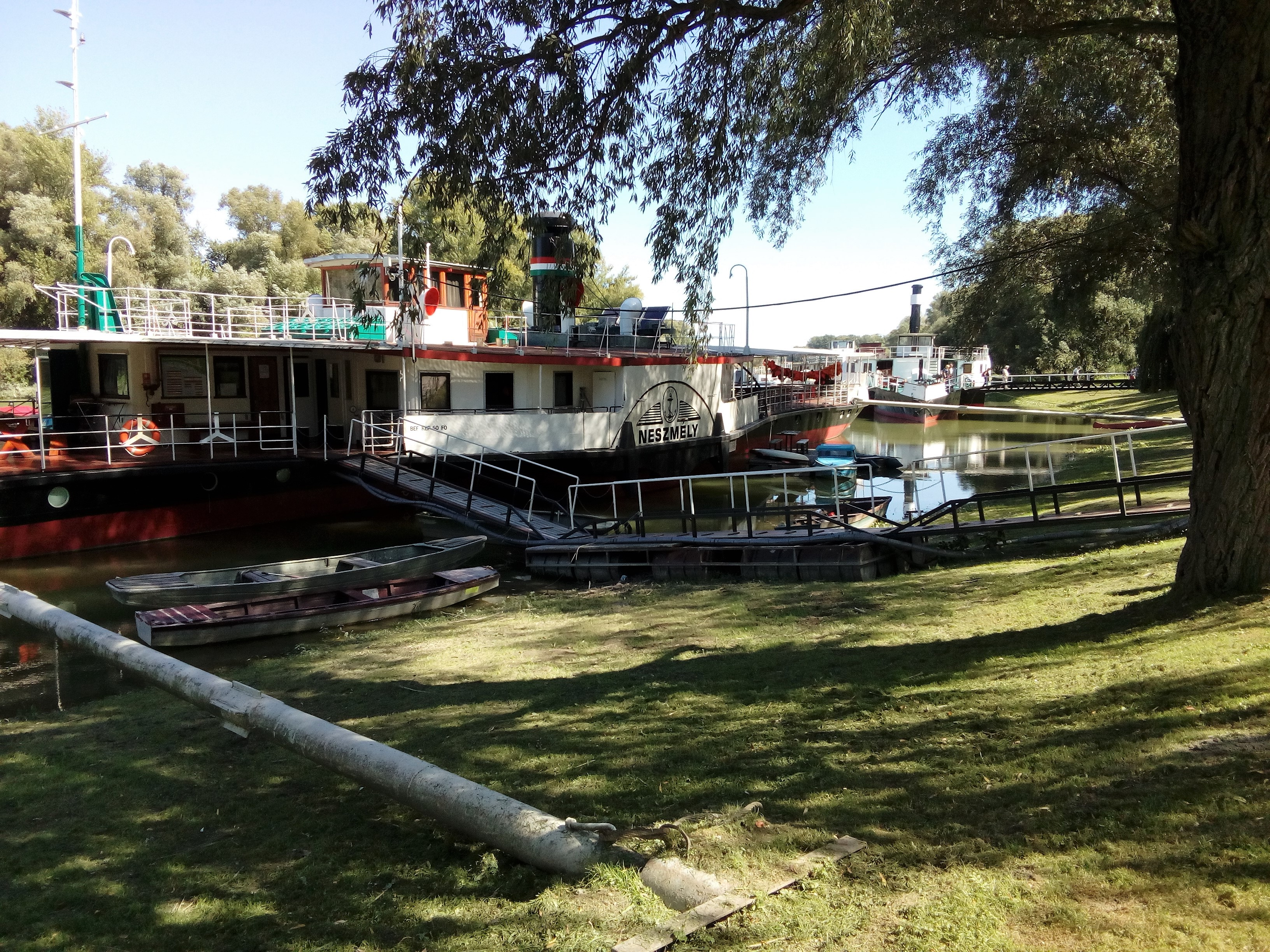
A hajóskanzen Neszmélyen

- A mai református templom épületén a késő gótikus stílusjegyek és más adatok alapján két építési periódust különítenek el. Az első, 1396-1404 közötti periódusba tartozik a torony, illetve a hajó nyugati része. A második, 15. századi periódusba tartozik a hajó keleti része a szentéllyel. Utóbbi bővítés talán Mátyás korában történt. Későbbi felújításakor e korból származó pénzeket találtak a toronyban. A templomból került a tatai múzeumba az ún. "neszmélyi fej", amely a középkori kapu eleme lehetett, az áthidalás vállánál gyámkőként volt elhelyezve. Sztehlo Ottó, a templom felmérője 1912-ben másodlagos beépítésben találta – feltételezések szerint talán a templom építészét ábrázolja.
- A Várhegyen áll a 15. századból származó négyszögletes várrom, körülötte árokrendszer, amelyet török korinak vélnek.
- A szőlőhegyen található a XV. században épített gótikus stílusú ún. Király-kút, amelynek neve Albert királyhoz köthető, aki 1439-ben, a török elleni délvidéki hadjáratából betegen Bécs felé utazva itt halt meg.
- A Duna-parti Hajóskanzenban a hajók belülről is megtekinthetők.
- A szintén Duna-parti Millecentenáriumi Park kemencesorral, színpaddal és fedett, 60-70 főt befogadó sütögetőhelyiséggel. Itt kapnak helyet többek között a falu rendezvényei, és a Dzsesszmély fesztivál is.
- Itt található a Neszmélyi borvidék központja.
- A régi téglagyár mögötti dombtetőn található a Hilltop Neszmély borászat és vendégház.
- A neszmélyi iskola Makovecz Imre tervei alapján épült.
- Neszmély híres a réteséről is.
- A község határában található a Neszmélyi Arborétum, ahol országosan is jelentős atlaszcédrus-telepítési kísérlet folyik.
- 2023. június 29. óta kompjárat közlekedik a Dunán át Szlovákiába.

## Híres emberek
- Itt született Takács Ádám református lelkész, prédikátor.
- Itt hunyt el 1439. október 27-én Habsburg Albert magyar király.
- A faluban tanított Szentessy László grafikusművész, a Sigillum csoport egyik alapító tagja. Dolgozata a község történetéről és a református templomról szóló ismertetések alapműve. Vezető szerepe volt a Faluvédő Egyesületben is.
- Kamocsay Ákos az ÉV BORÁSZA 1999-ben.

## Képgaléria

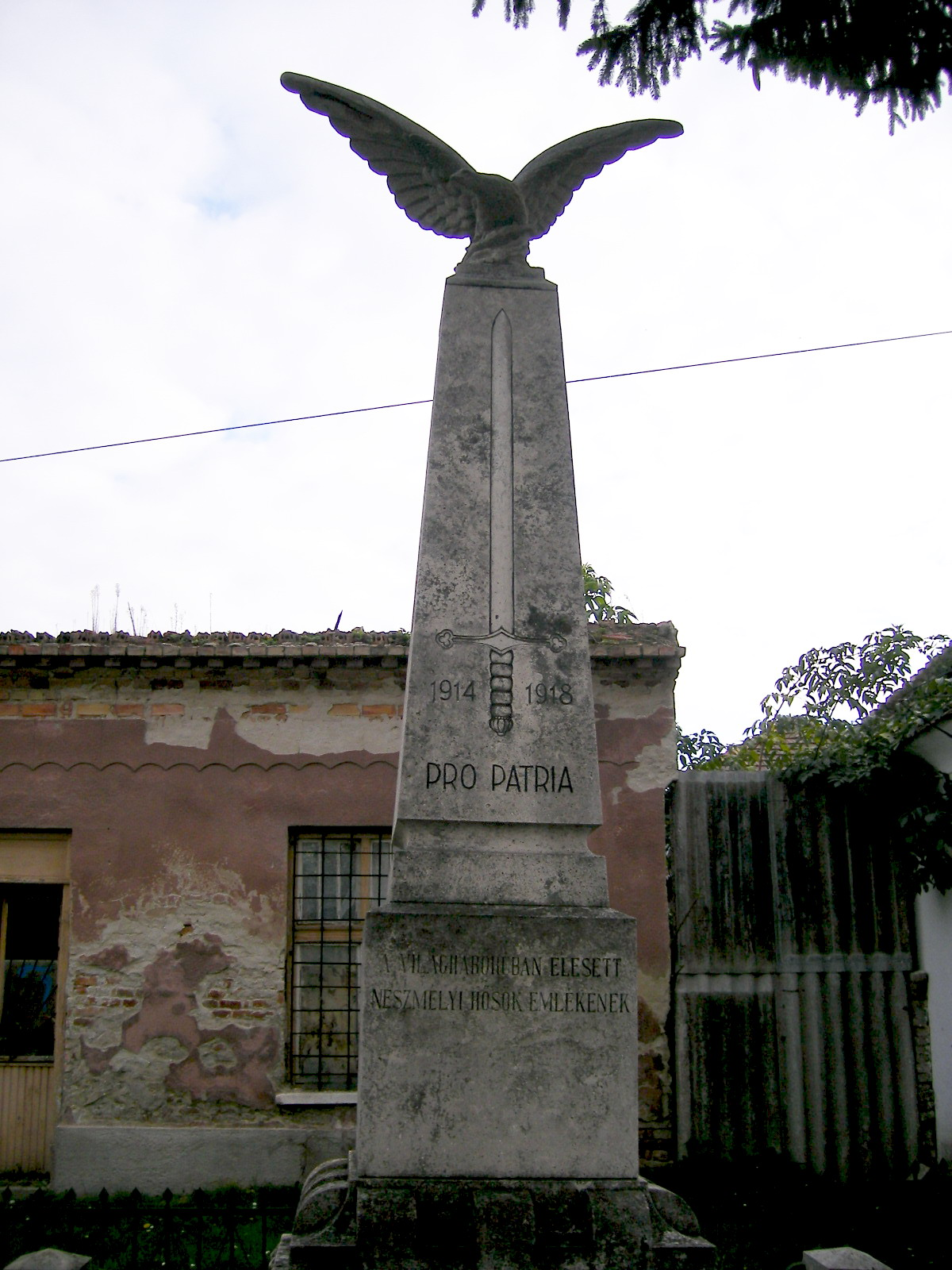
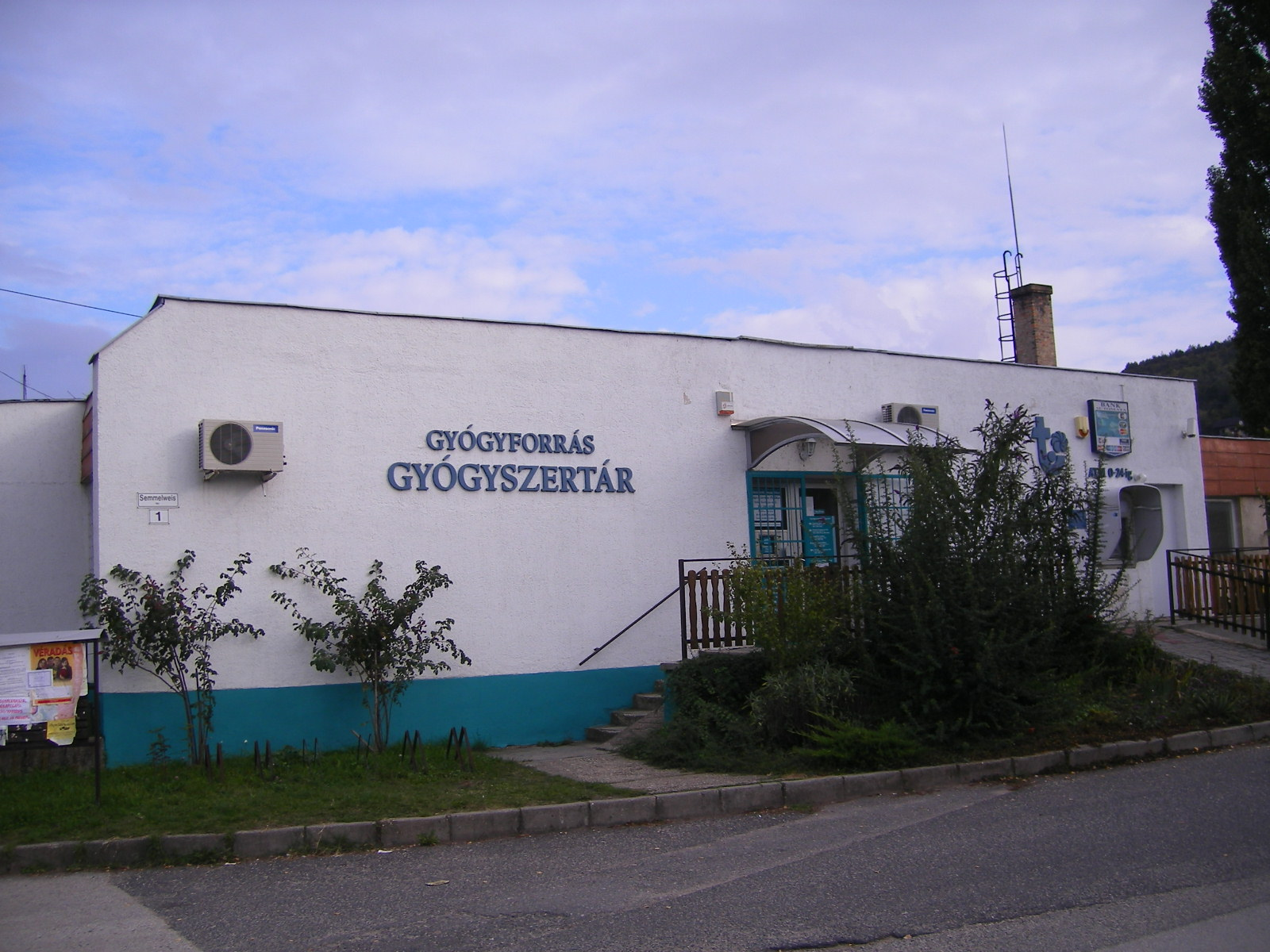
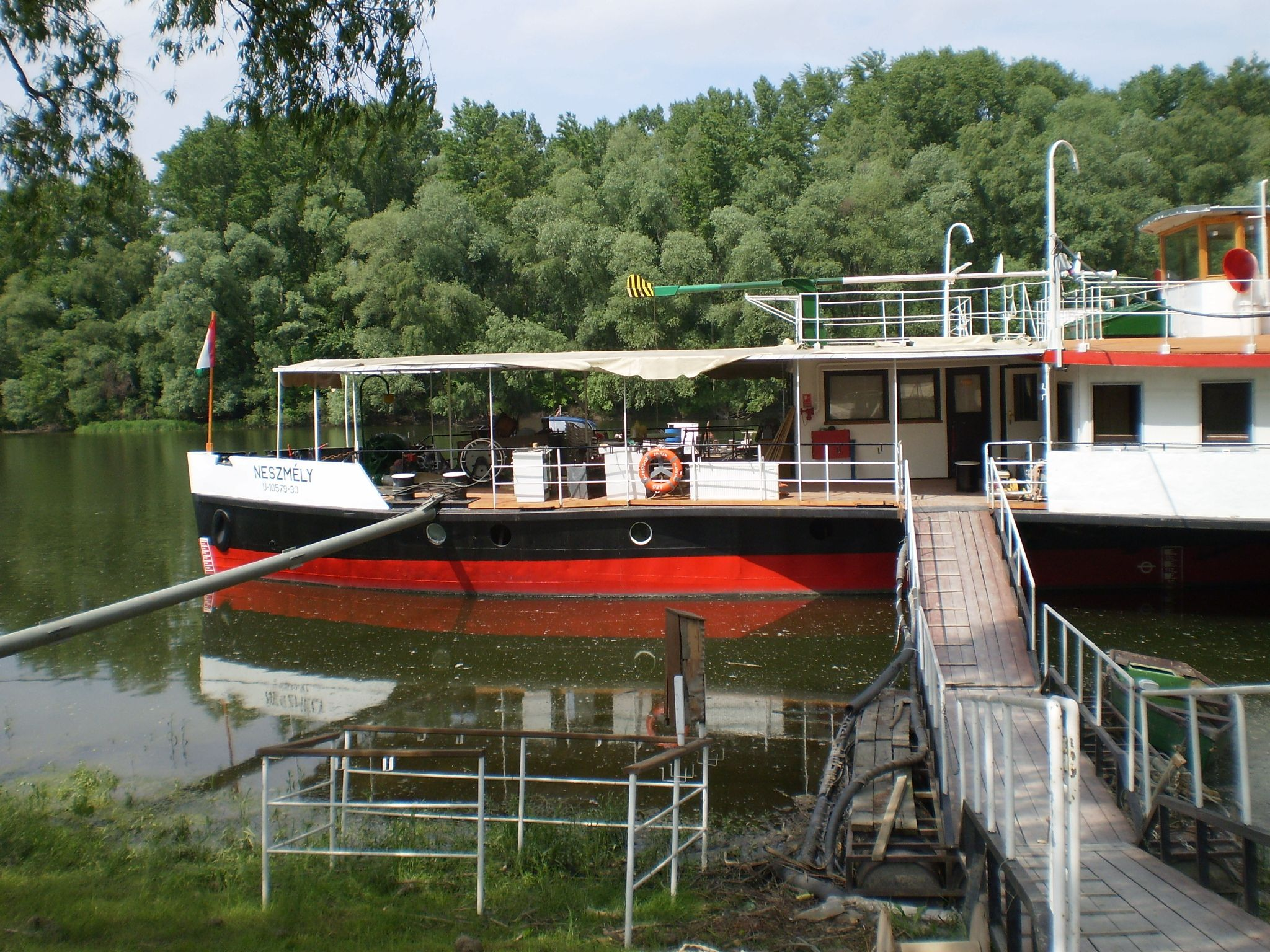
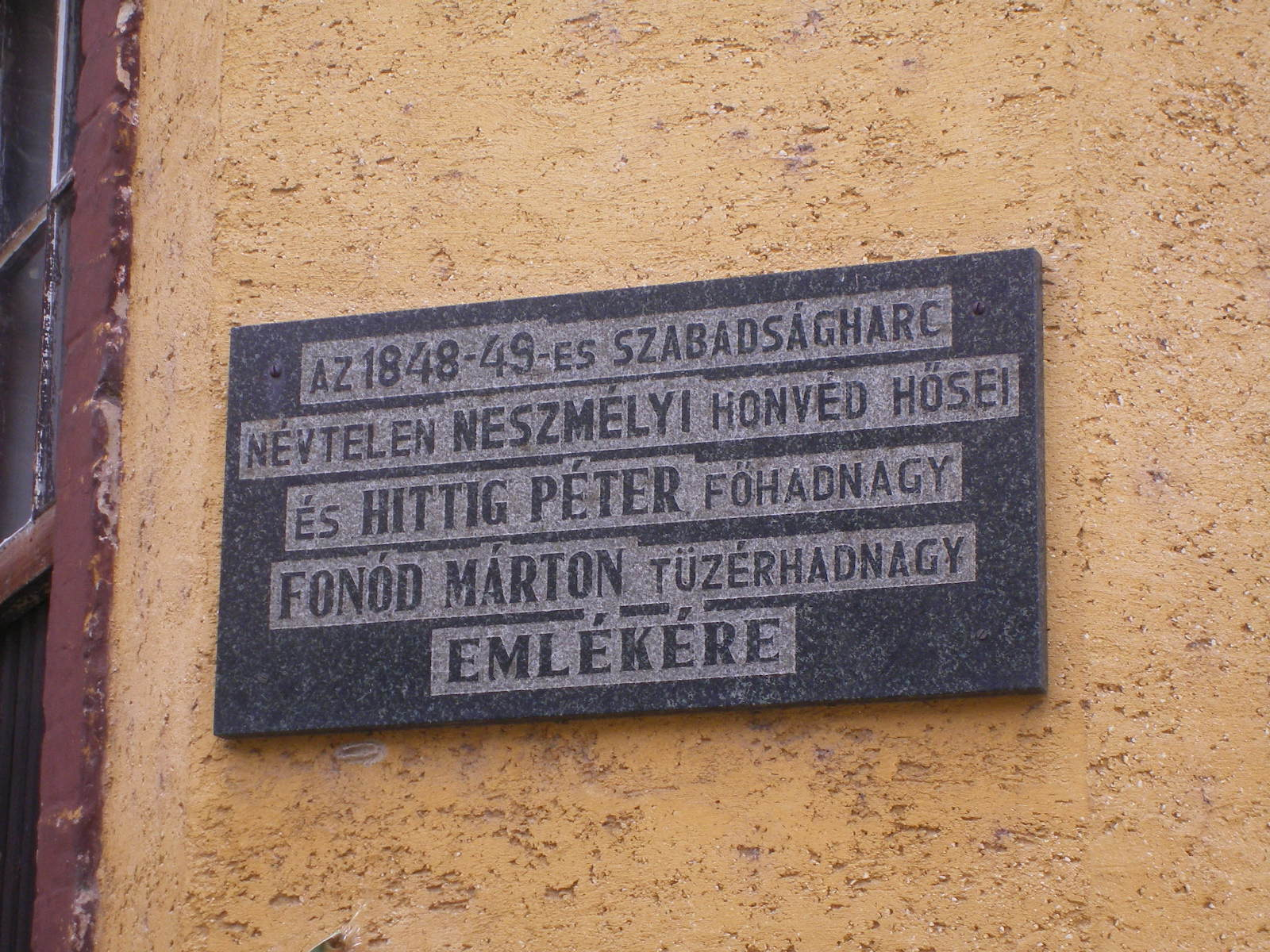
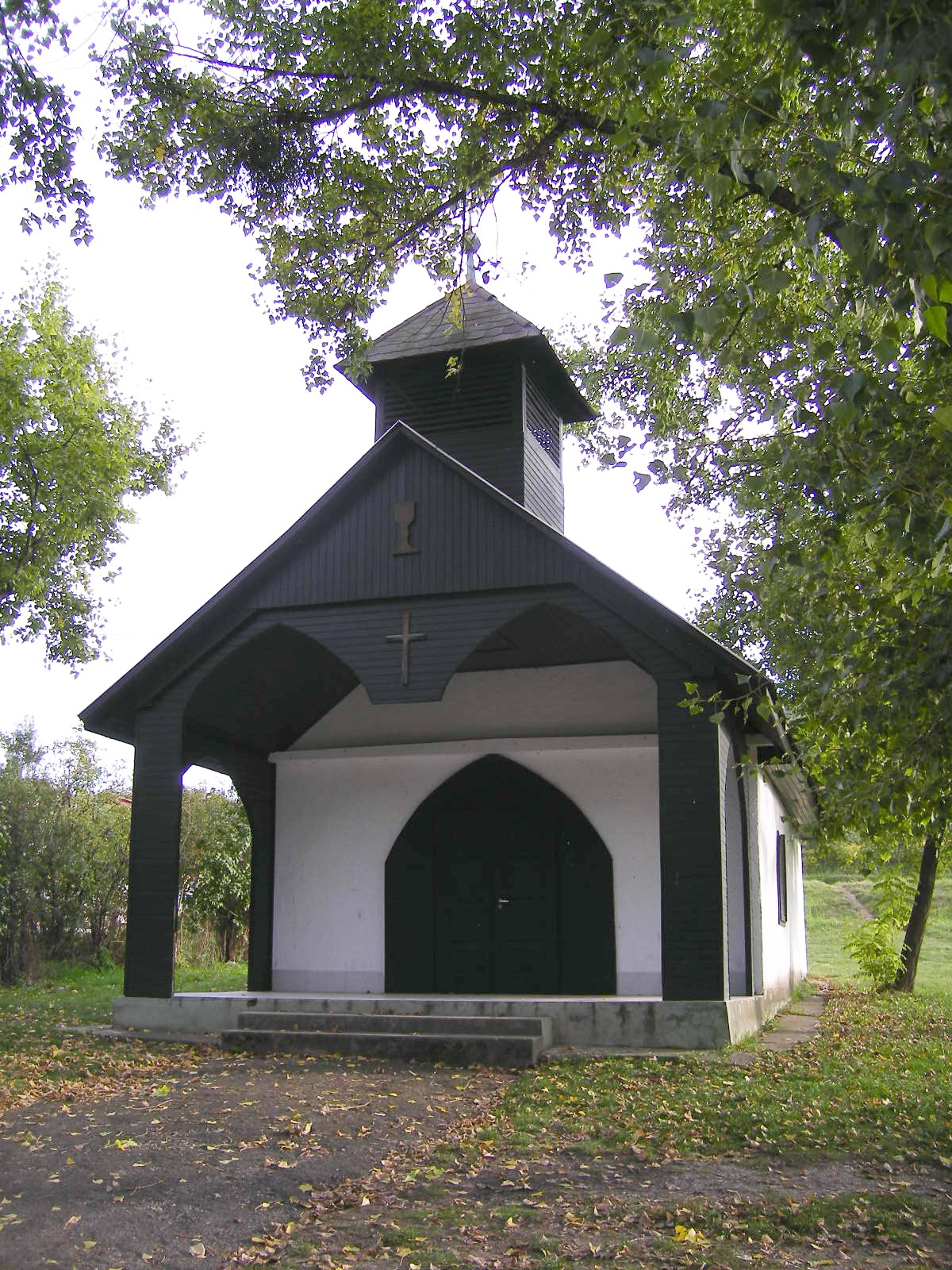